# ミューパラ特区
『ミューパラ特区』（ミューパラとっく）は、朝日放送テレビ（ABCテレビ）で2007年4月5日から2009年12月24日まで放送されていた深夜音楽番組である。
ABCラジオでかつて放送されていた『ABCミュージックパラダイス』のテレビ版と位置付けされている。『ABCミュージックパラダイス』1週間のリクエストランキングの紹介や、マンスリーゲストとのトークなどを行う。初回視聴率は2.9％。

## 出演者
- 2007年4月-2008年3月：小縣裕介・片山淳子
- 2008年4月-2009年3月：岩本計介・南山千恵美
- 2009年4月-2009年6月：枝松順一・南山千恵美
- 2009年7月-2009年12月：北村真平・南山千恵美

## スタッフ
- 構成：米井敬人
- CG：ちゅるんカンパニー
- ディレクター：山崎謙悟、四方章雄（ディヴォーション）
- プロデューサー：板井昭浩、小田部拓、沼田裕一郎
- 技術協力：東通、ハートス
- 美術協力：グリーン・アート、思巧堂、高津商会、新光企画、ビーム、クラフト
- 協力：ABCラジオ、エー・ビー・シーメディアコム
- 制作著作：朝日放送テレビ